# Лига чемпионов УЕФА 2019/2020. Квалификация
Эта статья содержит информацию о квалификационных раундах Лиги чемпионов УЕФА 2019/20.
В рамках квалификации Лиги чемпионов проводятся два отдельных отборочных турнира. Первый — для чемпионов, которые не получили путёвку в групповой этап напрямую. Второй — для команд, не являющихся чемпионами своих стран и не квалифицированных напрямую в групповой этап.
Команды, проигравшие в предварительном и первом квалификационных раундах Лиги чемпионов примут участие во втором квалификационном раунде Лиги Европы, проигравшие во втором квалификационном раунде Лиги чемпионов - в третьем квалификационном раунде Лиги Европы, проигравшие на чемпионском пути в третьем квалификационном раунде Лиги чемпионов - в четвёртом квалификационном раунде Лиги Европы, а проигравшие в четвёртом квалификационном раунде и на нечемпионском пути в третьем квалификационном раунде Лиги чемпионов попадут в групповой этап Лиги Европы.
При жеребьёвке каждого из раундов участвующие команды делятся на «сеяные» и «несеяные» в соответствии с их коэффициентами на конец сезона 2018/19.
Время указанно по CEST (UTC+2), в соответствии с правилами УЕФА (местное время, если отличается, указано в скобках).

## Расписание жеребьёвок и матчей
| Раунд                             | Жеребьёвка | Первый матч   | Ответный матч |
| --------------------------------- | ---------- | ------------- | ------------- |
| Предварительный раунд, 1/2 финала | 11 июня    | 25 июня       | 25 июня       |
| Предварительный раунд, финал      | 11 июня    | 28 июня       | 28 июня       |
| Первый раунд                      | 18 июня    | 9-10 июля     | 16-17 июля    |
| Второй раунд                      | 19 июня    | 23-24 июля    | 30-31 июля    |
| Третий раунд                      | 23 июля    | 6-7 августа   | 13 августа    |
| Раунд плей-офф                    | 6 августа  | 20-21 августа | 27-28 августа |

## Участники
| Клуб           | Коэф.          |
| Путь чемпионов | Путь чемпионов |
| -------------- | -------------- |
| Янг Бойз       | 27,500         |
| Славия (Прага) | 21,500         |

| Клуб                    | Коэф.          |
| Путь чемпионов          | Путь чемпионов |
| ----------------------- | -------------- |
| Аякс                    | 70,500         |
| ПАОК                    | 23,500         |
| Путь представителей лиг |                |
| Порту                   | 93,000         |
| Динамо (Киев)           | 65,000         |
| Брюгге                  | 39,500         |
| Краснодар               | 34,500         |
| Истанбул Башакшехир     | 10,500         |
| ЛАСК                    | 6,250          |

| Клуб                    | Коэф.          |
| Путь чемпионов          | Путь чемпионов |
| ----------------------- | -------------- |
| Копенгаген              | 31,000         |
| Динамо (Загреб)         | 29,500         |
| АПОЭЛ                   | 25,500         |
| Маккаби (Тель-Авив)     | 16,000         |
| Путь представителей лиг |                |
| Базель                  | 54,500         |
| Олимпиакос              | 44,000         |
| ПСВ                     | 37,000         |
| Виктория (Пльзень)      | 33,000         |

| Клуб           | Коэф.          |
| Путь чемпионов | Путь чемпионов |
| -------------- | -------------- |
| Селтик         | 31,000         |
| БАТЭ           | 27,500         |
| Астана         | 27,500         |
| Лудогорец      | 27,000         |
| Карабах        | 22,000         |
| Марибор        | 18,500         |
| Црвена Звезда  | 16,750         |
| Шериф          | 12,250         |
| Русенборг      | 11,500         |
| ХИК            | 9,000          |
| Дандолк        | 7,000          |
| Ф91 Дюделанж   | 6,250          |
| Шкендия        | 6,000          |
| Нью-Сейнтс     | 6,000          |
| Слован         | 6,000          |
| АИК            | 5,500          |
| Судува         | 4,250          |
| Валлетта       | 4,250          |
| Сараево        | 4,250          |
| Пяст           | 3,850          |
| ЧФР            | 3,500          |
| Ференцварош    | 3,500          |
| Нымме Калью    | 3,500          |
| Сутьеска       | 3,000          |
| Партизани      | 3,000          |
| Валюр          | 2,750          |
| Линфилд        | 2,250          |
| ХБ Торсхавн    | 1,500          |
| Рига           | 1,125          |
| Арарат-Армения | 1,050          |
| Сабуртало      | 0,950          |

| Клуб              | Коэф.          |
| Путь чемпионов    | Путь чемпионов |
| ----------------- | -------------- |
| Линкольн Ред Импс | 4,250          |
| Санта-Колома      | 4,000          |
| Тре Пенне         | 0,750          |
| Ферроникели       | 0,500          |

## Предварительный квалификационный раунд
На предварительном раунде противостояния состоят из одного матча. Полуфинальный раунд был сыгран 25 июня, а финальный раунд состоялся 28 июня 2019 года, все встречи прошли на стадионе «Фадиль Вокри» в городе Приштина, Косово.

### Посев
В предварительном квалификационном раунде, команды согласно таблице коэффициентов УЕФА делятся на «сеяные» и «несеяные».
| Сеяные                             | Несеянные                 |
| ---------------------------------- | ------------------------- |
| - Линкольн Ред Импс - Санта-Колома | - Тре Пенне - Ферроникели |

### Сетка
|  | Полуфинальный раунд | Полуфинальный раунд |                    |   | Финальный раунд | Финальный раунд |
|  |                     |                     |                    |   |                 |                 |
|  | 25 июня – Приштина  |                     |                    |   |                 |                 |
|  |                     |                     |                    |   |                 |                 |
|  | Ферроникели         | 1                   |                    |   |                 |                 |
|  | Ферроникели         | 1                   | 28 июня – Приштина |   |                 |                 |
|  | Линкольн Ред Импс   | 0                   |                    |   |                 |                 |
|  | Линкольн Ред Импс   | 0                   | Ферроникели        | 2 |                 |                 |
|  | 25 июня – Приштина  |                     | Ферроникели        | 2 |                 |                 |
|  |                     | Санта-Колома        | 1                  |   |                 |                 |
|  | Тре Пенне           | Санта-Колома        | 1                  | 0 |                 |                 |
|  | Тре Пенне           |                     |                    | 0 |                 |                 |
|  | Санта-Колома        | 1                   |                    |   |                 |                 |
|  | Санта-Колома        | 1                   |                    |   |                 |                 |

### Полуфинальный раунд
| Команда 1   | Результат | Команда 2         |
| ----------- | --------- | ----------------- |
| Ферроникели | 1:0       | Линкольн Ред Импс |
| Тре Пенне   | 0:1       | Санта-Колома      |

#### Матчи
| Тре Пенне | 0:1     | Санта-Колома |
| --------- | ------- | ------------ |
|           | (отчёт) | 76′ Камочу   |

| Ферроникели | 1:0     | Линкольн Ред Импс |
| ----------- | ------- | ----------------- |
| Хоти 3′     | (отчёт) |                   |

### Финальный раунд
| Команда 1   | Результат | Команда 2    |
| ----------- | --------- | ------------ |
| Ферроникели | 2:1       | Санта-Колома |

#### Матч
| Ферроникели          | 2:1     | Санта-Колома |
| -------------------- | ------- | ------------ |
| Зека 58′ · Реджа 87′ | (отчёт) | 52′ Соса     |

## Первый квалификационный раунд
Начиная с первого квалификационного раунда противостояния состоят из двух матчей — дома и в гостях.

### Посев
В первом квалификационном раунде, 32 команды согласно таблице коэффициентов УЕФА делятся на «сеяные» и «несеяные». Команды делятся на две группы по десять команд и на одну группу из двенадцати команд.
| Группа 1                                             | Группа 1                                                    | Группа 2                                           | Группа 2                                                | Группа 3                                                  | Группа 3                                                    |
| Сеянные                                              | Несеянные                                                   | Сеянные                                            | Несеянные                                               | Сеянные                                                   | Несеянные                                                   |
| ---------------------------------------------------- | ----------------------------------------------------------- | -------------------------------------------------- | ------------------------------------------------------- | --------------------------------------------------------- | ----------------------------------------------------------- |
| - Астана - Лудогорец - Црвена Звезда - Шкендия - АИК | - Судува - ЧФР - Ференцварош - Нымме Калью - Арарат-Армения | - Селтик - Карабах - Шериф - Ф91 Дюделанж - Слован | - Валлетта - Сараево - Сутьеска - Партизани - Сабуртало | - БАТЭ - Марибор - Русенборг - ХИК - Дандолк - Нью-Сейнтс | - Ферроникели - Пяст - Валюр - Линфилд - ХБ Торсхавн - Рига |

1. ↑  † Победитель предварительного раунда, отмеченный курсивом победил команду с более высоким коэффициентом, тем самым взяв коэффициент своего соперника при жеребьевке.

### Таблица
| Команда 1      | Итог         | Команда 2     | 1-й матч | 2-й матч |
| -------------- | ------------ | ------------- | -------- | -------- |
| Нымме Калью    | 2:2 (г. в.)  | Шкендия       | 0:1      | 2:1      |
| Судува         | 1:2          | Црвена Звезда | 0:0      | 1:2      |
| Арарат-Армения | 3:4          | АИК           | 2:1      | 1:3      |
| Астана         | 2:3          | ЧФР           | 1:0      | 1:3      |
| Ференцварош    | 5:3          | Лудогорец     | 2:1      | 3:2      |
| Партизани      | 0:2          | Карабах       | 0:0      | 0:2      |
| Слован         | 2:2 (п. 2:3) | Сутьеска      | 1:1      | 1:1      |
| Сараево        | 2:5          | Селтик        | 1:3      | 1:2      |
| Шериф          | 3:4          | Сабуртало     | 0:3      | 3:1      |
| Ф91 Дюделанж   | 3:3 (г. в.)  | Валлетта      | 2:2      | 1:1      |
| Линфилд        | 0:6          | Русенборг     | 0:2      | 0:4      |
| Валюр          | 0:5          | Марибор       | 0:3      | 0:2      |
| Дандолк        | 0:0 (п. 5:4) | Рига          | 0:0      | 0:0      |
| Нью-Сейнтс     | 3:2          | Ферроникели   | 2:2      | 1:0      |
| ХИК            | 5:2          | ХБ Торсхавн   | 3:0      | 2:2      |
| БАТЭ           | 3:2          | Пяст          | 1:1      | 2:1      |

Примечания
1. ↑  После ошибки в официальной процедуре жеребьевки, комитет УЕФА провел повторную жеребьевку чтобы установить домашнюю команду для каждого матча в паре Ференцварош-Лудогорец. В результате порядок встреч был изменен на противоположный. Ошибка не повлияла на другие пары[1].
2. ↑  Порядок встреч был изменён после жеребьевки.
3. ↑  Проигравший попадет напрямую в третий квалификационный раунд Лиги Европы.

### Матчи
| Нымме Калью | 0:1     | Шкендия            |
| ----------- | ------- | ------------------ |
|             | (отчёт) | 81′ (пен.) Ибраими |

| Шкендия            | 1:2     | Нымме Калью           |
| ------------------ | ------- | --------------------- |
| Ибраими 62′ (пен.) | (отчёт) | 5′ Удже · 90+1′ Лилиу |

| Судува | 0:0     | Црвена Звезда |
| ------ | ------- | ------------- |
|        | (отчёт) |               |

| Црвена Звезда         | 2:1     | Судува         |
| --------------------- | ------- | -------------- |
| Боакье 4′ · Марин 29′ | (отчёт) | 90+6′ Топчагич |

| Арарат-Армения          | 2:1     | АИК       |
| ----------------------- | ------- | --------- |
| Аветисян 3′ (пен.), 45′ | (отчёт) | 39′ Обаси |

| АИК                                  | 3:1     | Арарат-Армения |
| ------------------------------------ | ------- | -------------- |
| Гоитом 47′, 52′ · Ларссон 65′ (пен.) | (отчёт) | 77′ Кобялко    |

| Астана        | 1:0     | ЧФР |
| ------------- | ------- | --- |
| Постников 68′ | (отчёт) |     |

| ЧФР                                    | 3:1     | Астана       |
| -------------------------------------- | ------- | ------------ |
| Омрани 10′, 73′ · Постников 26′ (авт.) | (отчёт) | 4′ Муртазаев |

| Ференцварош           | 2:1     | Лудогорец  |
| --------------------- | ------- | ---------- |
| Нгуэн 6′ · Зубков 65′ | (отчёт) | 6′ Шверчок |

| Лудогорец                        | 2:3     | Ференцварош                           |
| -------------------------------- | ------- | ------------------------------------- |
| Терзиев 24′ · Хайстер 69′ (авт.) | (отчёт) | 17′ Харатин · 48′ Шкварка · 48′ Нгуэн |

| Партизани | 0:0     | Карабах |
| --------- | ------- | ------- |
|           | (отчёт) |         |

| Карабах                    | 2:0     | Партизани |
| -------------------------- | ------- | --------- |
| Озобич 51′ · Кинтана 90+4′ | (отчёт) | 5 932     |

| Слован     | 1:1     | Сутьеска       |
| ---------- | ------- | -------------- |
| Шпорар 82′ | (отчёт) | 90+5′ Кояшевич |

| Сутьеска                                                | 1:1 (доп. вр.) | Слован                                                  |
| ------------------------------------------------------- | -------------- | ------------------------------------------------------- |
| Шофранац 90+3′                                          | (отчёт)        | 49′ (авт.) Недич                                        |
| Пенальти                                                |                |                                                         |
| Николич · Кояшевич · Влаисавлевич · Бубанья · Булатович | 3:2            | Дражич · Божиков · Рафаэл Ратао · Миенти Абена · Шпорар |

| Сараево    | 1:3     | Селтик                                 |
| ---------- | ------- | -------------------------------------- |
| Оремуш 29′ | (отчёт) | 35′ Джонстон · 51′ Эдуар · 85′ Синклер |

| Селтик                     | 2:1     | Сараево            |
| -------------------------- | ------- | ------------------ |
| Кристи 26′ · Макгрегор 72′ | (отчёт) | 62′ Беньямин Татар |

| Шериф | 0:3     | Сабуртало                                  |
| ----- | ------- | ------------------------------------------ |
|       | (отчёт) | 30′ Ролович · 67′ Кохреидзе · 71′ Какубава |

| Сабуртало   | 1:3     | Шериф                                 |
| ----------- | ------- | ------------------------------------- |
| Ролович 59′ | (отчёт) | 3′ Лятифи · 8′ Палчич · 11′ Ндип Тамб |

| Ф91 Дюделанж               | 2:2     | Валлетта             |
| -------------------------- | ------- | -------------------- |
| Беттаеб 26′ · Штольц 45+2′ | (отчёт) | 64′ Пакер · 70′ Борг |

| Валлетта       | 1:1     | Ф91 Дюделанж |
| -------------- | ------- | ------------ |
| Фонтанелла 35′ | (отчёт) | 64′ Покар    |

| Линфилд | 0:2     | Русенборг                  |
| ------- | ------- | -------------------------- |
|         | (отчёт) | 22′ Йенсен · 69′ Сёдерлунн |

| Русенборг                                       | 4:0     | Линфилд |
| ----------------------------------------------- | ------- | ------- |
| Конрадсен 20′, 51′ · Акинтола 69′ · Хелланн 85′ | (отчёт) |         |

| Валюр | 0:3     | Марибор                                         |
| ----- | ------- | ----------------------------------------------- |
|       | (отчёт) | 43′ Перичич · 60′ Хотич · 86′ (пен.) Кронаветер |

| Марибор                      | 2:0     | Валюр |
| ---------------------------- | ------- | ----- |
| Кронаветер 11′ · Таварес 32′ | (отчёт) |       |

| Дандолк | 0:0     | Рига |
| ------- | ------- | ---- |
|         | (отчёт) |      |

| Рига                                                           | 0:0 (доп. вр.) | Дандолк                                                      |
| -------------------------------------------------------------- | -------------- | ------------------------------------------------------------ |
|                                                                | (отчёт)        |                                                              |
| Пенальти                                                       |                |                                                              |
| Дебелко · Шарич · Габов · Бризола · Панич · Ракель · Петерсонс | 4:5            | Хобан · Мюррэй · Джарвис · Мэсси · Келли · Макграт · Шон Хор |

| Нью-Сейнтс                | 2:2     | Ферроникели                   |
| ------------------------- | ------- | ----------------------------- |
| Дрейпер 49′ · Эдвардс 77′ | (отчёт) | 89′ Зека · 90+3′ (пен.) Фазлю |

| Ферроникели | 0:1     | Нью-Сейнтс |
| ----------- | ------- | ---------- |
|             | (отчёт) | 67′ Эббе   |

| ХИК                                  | 3:0     | ХБ Торсхавн |
| ------------------------------------ | ------- | ----------- |
| Лаппалайнен 21′, 66′ · О'Шонесси 42′ | (отчёт) |             |

| ХБ Торсхавн              | 2:2     | ХИК            |
| ------------------------ | ------- | -------------- |
| Пингель 17′ · Тиллиц 56′ | (отчёт) | 60′, 67′ Риски |

| БАТЭ       | 1:1     | Пяст        |
| ---------- | ------- | ----------- |
| Драгун 64′ | (отчёт) | 36′ Пажишек |

| Пяст           | 1:2     | БАТЭ                          |
| -------------- | ------- | ----------------------------- |
| Червиньски 21′ | (отчёт) | 82′ (пен.) Мукам · 87′ Волков |

## Второй квалификационный раунд
Жеребьёвка второго квалификационного раунда прошла 19 июня 2019 года в 12:00 CEST.

### Посев
Всего во втором квалификационный раунде примут участия 24 команды.
- Путь чемпионов: 4 команды начнут с этого раунда, а также 16 победителей первого квалификационного раунда. Команды будут распределены по двум группам по 10 команд, где 5 будут «сеяными» и 5 «несеянымм».
- Путь представителей лиг: 4 команды начнут с этого раунда. 2 команды будут «сеяными» и 2 «несеянымм».

| Путь чемпионов                                    | Путь чемпионов                                                      | Путь чемпионов                                               | Путь чемпионов                                   | Путь представителей лиг | Путь представителей лиг    |
| Группа 1                                          | Группа 1                                                            | Группа 2                                                     | Группа 2                                         | Путь представителей лиг | Путь представителей лиг    |
| Сеяные                                            | Несеянные                                                           | Сеяные                                                       | Несеянные                                        | Сеяные                  | Несеянные                  |
| ------------------------------------------------- | ------------------------------------------------------------------- | ------------------------------------------------------------ | ------------------------------------------------ | ----------------------- | -------------------------- |
| - Копенгаген - БАТЭ - ЧФР - Ференцварош - Карабах | - Маккаби (Тель-Авив) - Русенборг - Дандолк - Валлетта - Нью-Сейнтс | - Селтик - Динамо (Загреб) - АПОЭЛ - Марибор - Црвена Звезда | - Сабуртало - ХИК - Нымме Калью - Сутьеска - АИК | - Базель - Олимпиакос   | - ПСВ - Виктория (Пльзень) |

1. 1 2 3 4 5 6 7 8 9 10 11 12 13 14 15 16  † Победители первого отборочного раунда. Команды отмеченные курсивом победили команду с более высоким коэффициентом, тем самым взяв коэффициент своего соперника при жеребьевке.

### Таблица
| Команда 1     | Итог        | Команда 2           | 1-й матч | 2-й матч |
| ------------- | ----------- | ------------------- | -------- | -------- |
| ЧФР           | 3:2         | Маккаби (Тель-Авив) | 1:0      | 2:2      |
| БАТЭ          | 2:3         | Русенборг           | 2:1      | 0:2      |
| Нью-Сейнтс    | 0:3         | Копенгаген          | 0:2      | 0:1      |
| Ференцварош   | 4:2         | Валлетта            | 3:1      | 1:1      |
| Дандолк       | 1:4         | Карабах             | 1:1      | 0:3      |
| Сабуртало     | 0:5         | Динамо (Загреб)     | 0:2      | 0:3      |
| Селтик        | 7:0         | Нымме Калью         | 5:0      | 2:0      |
| Црвена Звезда | 3:2         | ХИК                 | 2:0      | 1:2      |
| Сутьеска      | 0:4         | АПОЭЛ               | 0:1      | 0:3      |
| Марибор       | 3:3 (г. в.) | АИК                 | 2:1      | 2:3      |

| Команда 1          | Итог        | Команда 2  | 1-й матч | 2-й матч |
| ------------------ | ----------- | ---------- | -------- | -------- |
| Виктория (Пльзень) | 0:4         | Олимпиакос | 0:0      | 0:4      |
| ПСВ                | 4:4 (г. в.) | Базель     | 3:2      | 1:2      |

### Матчи

#### Путь чемпионов
| ЧФР        | 1:0     | Маккаби (Тель-Авив) |
| ---------- | ------- | ------------------- |
| Омрани 22′ | (отчёт) |                     |

| Маккаби (Тель-Авив)    | 2:2     | ЧФР                           |
| ---------------------- | ------- | ----------------------------- |
| Блэкмен 15′ · Коэн 48′ | (отчёт) | 19′ (пен.) Кулио · 42′ Рондон |

| БАТЭ                            | 2:1     | Русенборг     |
| ------------------------------- | ------- | ------------- |
| Стасевич 5′ (пен.) · Скавыш 51′ | (отчёт) | 25′ Конрадсен |

| Русенборг                          | 2:0     | БАТЭ |
| ---------------------------------- | ------- | ---- |
| Хелланн 73′ (пен.) · Сёдерлунн 85′ | (отчёт) |      |

| Нью-Сейнтс | 0:2     | Копенгаген                    |
| ---------- | ------- | ----------------------------- |
|            | (отчёт) | 18′ Сотириу · 61′ (пен.) Сков |

| Копенгаген | 1:0     | Нью-Сейнтс |
| ---------- | ------- | ---------- |
| Зека 52′   | (отчёт) |            |

| Ференцварош                                    | 3:1     | Валлетта |
| ---------------------------------------------- | ------- | -------- |
| Бонелло 19′ (авт.) · Ланцафаме 36′ (пен.), 59′ | (отчёт) | 85′ Юри  |

| Валлетта              | 1:1     | Ференцварош |
| --------------------- | ------- | ----------- |
| Фонтанелла 27′ (пен.) | (отчёт) | 60′ Нгуэн   |

| Дандолк   | 1:1     | Карабах   |
| --------- | ------- | --------- |
| Хобан 78′ | (отчёт) | 4′ Эмрели |

| Карабах                      | 3:0     | Дандолк |
| ---------------------------- | ------- | ------- |
| Ромеро 12′, 87′ · Аилтон 76′ | (отчёт) |         |

| Сабуртало | 0:2     | Динамо (Загреб)                 |
| --------- | ------- | ------------------------------- |
|           | (отчёт) | 67′ Оршич · 78′ (пен.) Петкович |

| Динамо (Загреб)                        | 3:0     | Сабуртало |
| -------------------------------------- | ------- | --------- |
| Оршич 77′ · Петкович 88′ · Ольмо 90+4′ | (отчёт) |           |

| Селтик                                                             | 5:0     | Нымме Калью |
| ------------------------------------------------------------------ | ------- | ----------- |
| Айер 36′ · Кристи 44′ (пен.), 65′ · Гриффитс 45+3′ · Макгрегор 77′ | (отчёт) |             |

| Нымме Калью | 0:2     | Селтик                          |
| ----------- | ------- | ------------------------------- |
|             | (отчёт) | 10′ (авт.) Кулинич · 90+3′ Швед |

| Црвена Звезда           | 2:0     | ХИК |
| ----------------------- | ------- | --- |
| Боакье 27′ · Павков 90′ | (отчёт) |     |

| ХИК                         | 2:1     | Црвена Звезда |
| --------------------------- | ------- | ------------- |
| Дальстрем 46′ · Риски 90+2′ | (отчёт) | 56′ Йованчич  |

| Сутьеска | 0:1     | АПОЭЛ                  |
| -------- | ------- | ---------------------- |
|          | (отчёт) | 42′ (пен.) Де Винcенти |

| АПОЭЛ                  | 3:0     | Сутьеска |
| ---------------------- | ------- | -------- |
| Павлович 13′, 25′, 66′ | (отчёт) |          |

| Марибор                     | 2:1     | АИК        |
| --------------------------- | ------- | ---------- |
| Кронаветер 6′ · Ивкович 38′ | (отчёт) | 28′ Гоитом |

| АИК                                       | 3:2 (доп. вр.) | Марибор                 |
| ----------------------------------------- | -------------- | ----------------------- |
| Карлссон 4′ · Ларссон 61′ · Эльюнусси 93′ | (отчёт)        | 48′ Котник · 117′ Крету |

#### Путь представителей лиг
| Виктория (Пльзень) | 0:0     | Олимпиакос |
| ------------------ | ------- | ---------- |
|                    | (отчёт) |            |

| Олимпиакос                                                 | 4:0     | Виктория (Пльзень) |
| ---------------------------------------------------------- | ------- | ------------------ |
| Гильерме 51′, 73′ · Мигель Анхель Герреро 70′ · Семеду 82′ | (отчёт) |                    |

| ПСВ                                   | 3:2     | Базель                     |
| ------------------------------------- | ------- | -------------------------- |
| Брума 14′ · Ламмерс 89′ · Мален 90+3′ | (отчёт) | 45+1′ Аети · 79′ Альдерете |

| Базель                          | 2:1     | ПСВ       |
| ------------------------------- | ------- | --------- |
| Кюмарт 8′ · Ван Волфсвинкел 68′ | (отчёт) | 23′ Брума |

## Третий квалификационный раунд
Жеребьёвка третьего квалификационного раунда прошла 22 июля 2019 года в 12:00.

### Посев
Всего в третьем квалификационном раунде примут участие 20 команд.
- Путь чемпионов: 2 команды начнут с этого раунда, а также 10 победителей Пути чемпионов второго квалификационного раунда. 6 команд будут «сеяныыми» и 6 «несеяныым»
- Путь представителей лиг: 6 команд начнут с этого раунда, а также 2 команды победителей Пути представителей лиг второго квалификационного раунда. 4 команды будут «сеяныыми» и 4 «несеяныым». Команды из Украины и России не могут встретиться между собой, если такая пара выпадет при жеребьевке, вторая выпавшая команда будет перемещена в следующую пару.

| Путь чемпионов                                                     | Путь чемпионов                                                 | Путь представителей лиг                     | Путь представителей лиг                           |
| Сеяные                                                             | Несеянные                                                      | Сеяные                                      | Несеянные                                         |
| ------------------------------------------------------------------ | -------------------------------------------------------------- | ------------------------------------------- | ------------------------------------------------- |
| - Аякс - Селтик - Копенгаген - Динамо (Загреб) - Русенборг - АПОЭЛ | - ПАОК - Карабах - Марибор - Црвена Звезда - ЧФР - Ференцварош | - Порту - Динамо Киев - Базель - Олимпиакос | - Брюгге - Краснодар - Истанбул Башакшехир - ЛАСК |

1. 1 2 3 4 5 6 7 8 9 10 11 12  † Победители второго квалификационного раунда. Команды отмеченные курсивом победили команду с более высоким коэффициентом, тем самым взяв коэффициент своего соперника при жеребьевке.

### Таблица
| Команда 1       | Итог         | Команда 2   | 1-й матч | 2-й матч |
| --------------- | ------------ | ----------- | -------- | -------- |
| ЧФР             | 5:4          | Селтик      | 1:1      | 4:3      |
| АПОЭЛ           | 3:2          | Карабах     | 1:2      | 2:0      |
| ПАОК            | 4:5          | Аякс        | 2:2      | 2:3      |
| Динамо (Загреб) | 5:1          | Ференцварош | 1:1      | 4:0      |
| Црвена Звезда   | 2:2 (п. 7:6) | Копенгаген  | 1:1      | 1:1      |
| Марибор         | 2:6          | Русенборг   | 1:3      | 1:3      |

| Команда 1           | Итог        | Команда 2   | 1-й матч | 2-й матч |
| ------------------- | ----------- | ----------- | -------- | -------- |
| Истанбул Башакшехир | 0:3         | Олимпиакос  | 0:1      | 0:2      |
| Краснодар           | 3:3 (г. в.) | Порту       | 0:1      | 3:2      |
| Брюгге              | 4:3         | Динамо Киев | 1:0      | 3:3      |
| Базель              | 2:5         | ЛАСК        | 1:2      | 1:3      |

### Матчи

#### Путь чемпионов
| ЧФР        | 1:1     | Селтик      |
| ---------- | ------- | ----------- |
| Рондон 28′ | (отчёт) | 37′ Форрест |

| Селтик                               | 3:4     | ЧФР                                            |
| ------------------------------------ | ------- | ---------------------------------------------- |
| Форрест 51′ · Эдуар 61′ · Кристи 76′ | (отчёт) | 51′ Дяк · 74′ (пен.), 80′ Омрани · 27′ Цукудян |

| АПОЭЛ        | 1:2     | Карабах               |
| ------------ | ------- | --------------------- |
| Меркис 90+5′ | (отчёт) | 54′ Эмрели · 69′ Гейе |

| Карабах | 0:2     | АПОЭЛ                              |
| ------- | ------- | ---------------------------------- |
|         | (отчёт) | 34′ (пен.) Де Винcенти · 68′ Матич |

| ПАОК                  | 2:2     | Аякс                    |
| --------------------- | ------- | ----------------------- |
| Акпом 32′ · Матос 39′ | (отчёт) | 10′ Зиеш · 57′ Хюнтелар |

| Аякс                                         | 3:2     | ПАОК                |
| -------------------------------------------- | ------- | ------------------- |
| Тадич 43′ (пен.), 85′ (пен.) · Тальяфико 79′ | (отчёт) | 23′, 90+4′ Бисесвар |

| Динамо (Загреб) | 1:1     | Ференцварош |
| --------------- | ------- | ----------- |
| Ольмо 7′        | (отчёт) | 59′ Шигер   |

| Ференцварош | 0:4     | Динамо (Загреб)                                 |
| ----------- | ------- | ----------------------------------------------- |
|             | (отчёт) | 16′ Адеми · 47′ Петкович · 55′ Ольмо · 79′ Гояк |

| Црвена Звезда | 1:1     | Копенгаген      |
| ------------- | ------- | --------------- |
| Павков 44′    | (отчёт) | 84′ (пен.) Винд |

| Копенгаген                                                                                                  | 1:1 (доп. вр.) | Црвена Звезда                                                                                      |
| --- | -------------- | -------------------------------------------------------------------------------------------------- |
| Н’Дойе 45′                                                                                                  | (отчёт)        | 17′ Боакье                                                                                         |
| Пенальти |                | |
| Винд · Фишер · Сотириу · Бенгтссон · Зека · Н’Дойе · Бартолец · Нельссон · Папаяннопулос · Грютебуст · Винд | 6:7            | Марин · Иванич · Евтович · Жандер · Панков · Йованчич · Симич · Дегенек · Гобелич · Борян · Панков |

| Марибор     | 1:3     | Русенборг                       |
| ----------- | ------- | ------------------------------- |
| Таварес 70′ | (отчёт) | 50′, 64′ Сёдерлунн · 71′ Йенсен |

| Русенборг                          | 3:1     | Марибор            |
| ---------------------------------- | ------- | ------------------ |
| Сёдерлунн 53′ · Конрадсен 61′, 81′ | (отчёт) | 45+2′ Ванцаш-Пожег |

#### Путь представителей лиг
| Истанбул Башакшехир | 0:1     | Олимпиакос  |
| ------------------- | ------- | ----------- |
|                     | (отчёт) | 53′ Масурас |

| Олимпиакос                        | 2:0     | Истанбул Башакшехир |
| --------------------------------- | ------- | ------------------- |
| Семеду 55′ · Вальбуэна 78′ (пен.) | (отчёт) |                     |

| Краснодар | 0:1     | Порту        |
| --------- | ------- | ------------ |
|           | (отчёт) | 89′ Оливейра |

| Порту                  | 2:3     | Краснодар                        |
| ---------------------- | ------- | -------------------------------- |
| Зе Луиш 57′ · Диас 76′ | (отчёт) | 3′ Вильена · 13′, 34′ Сулейманов |

| Брюгге             | 1:0     | Динамо Киев |
| ------------------ | ------- | ----------- |
| Ванакен 37′ (пен.) | (отчёт) |             |

| Динамо Киев                                      | 3:3     | Брюгге                               |
| ------------------------------------------------ | ------- | ------------------------------------ |
| Буяльский 6′ · Шепелев 50′ · Мехеле 90+3′ (авт.) | (отчёт) | 38′ Дели · 88′ Вормер · 90+5′ Опенда |

| Базель     | 1:2     | ЛАСК                     |
| ---------- | ------- | ------------------------ |
| Дзуффи 87′ | (отчёт) | 51′ Траунер · 82′ Клаусс |

| ЛАСК                                                  | 3:1     | Базель           |
| ----------------------------------------------------- | ------- | ---------------- |
| Ранфтль 59′ · Томас Гойгингер 89′ · Марко Рагуц 90+4′ | (отчёт) | 80′ Кемаль Адеми |

## Раунд плей-офф
Жеребьёвка раунда плей-офф прошла 5 августа 2019 в 12:00.

### Посев
Всего в раунде плей-офф примут участие 12 команд.
- Путь чемпионов: 2 команды начнут с этого раунда, а также 6 победителей Пути чемпионов третьего квалификационного раунда. 4 команды будут «сеяными» и 4 «несеяным».
- Путь представителей лиг: 4 команды победителей Пути представителей лиг третьего квалификационного раунда. 2 команды будут «сеяными» и 2 «несеяным».

| Путь чемпионов                                 | Путь чемпионов                                  | Путь представителей лиг | Путь представителей лиг |
| Сеяные                                         | Несеянные                                       | Сеяные                  | Несеянные               |
| ---------------------------------------------- | ----------------------------------------------- | ----------------------- | ----------------------- |
| - Аякс - ЧФР - Црвена Звезда - Динамо (Загреб) | - Янг Бойз - АПОЭЛ - Славия (Прага) - Русенборг | - Краснодар - Брюгге    | - ЛАСК - Олимпиакос     |

1. 1 2 3 4 5 6 7 8 9 10  † Победители третьего квалификационного раунда. Команды отмеченные курсивом победили команду с более высоким коэффициентом, тем самым взяв коэффициент своего соперника при жеребьевке

### Таблица
| Команда 1       | Итог        | Команда 2      | 1-й матч | 2-й матч |
| --------------- | ----------- | -------------- | -------- | -------- |
| Динамо (Загреб) | 3:1         | Русенборг      | 2:0      | 1:1      |
| ЧФР             | 0:2         | Славия (Прага) | 0:1      | 0:1      |
| Янг Бойз        | 3:3 (г. в.) | Црвена Звезда  | 2:2      | 1:1      |
| АПОЭЛ           | 0:2         | Аякс           | 0:0      | 0:2      |

| Команда 1  | Итог | Команда 2 | 1-й матч | 2-й матч |
| ---------- | ---- | --------- | -------- | -------- |
| ЛАСК       | 1:3  | Брюгге    | 0:1      | 1:2      |
| Олимпиакос | 6:1  | Краснодар | 4:0      | 2:1      |

### Матчи

#### Путь чемпионов
| Динамо (Загреб)                | 2:0     | Русенборг |
| ------------------------------ | ------- | --------- |
| Петкович 8′ (пен.) · Оршич 28′ | (отчёт) |           |

| Русенборг | 1:1     | Динамо (Загреб) |
| --------- | ------- | --------------- |
| Дэвид 11′ | (отчёт) | 71′ Гояк        |

| ЧФР | 0:1     | Славия (Прага) |
| --- | ------- | -------------- |
|     | (отчёт) | 28′ Масопуст   |

| Славия (Прага) | 1:0     | ЧФР |
| -------------- | ------- | --- |
| Боржил 66′     | (отчёт) |     |

| Янг Бойз                    | 2:2     | Црвена Звезда            |
| --------------------------- | ------- | ------------------------ |
| Ассале 7′ · Оаро 76′ (пен.) | (отчёт) | 18′ Дегенек · 46′ Гарсия |

| Црвена Звезда | 1:1     | Янг Бойз              |
| ------------- | ------- | --------------------- |
| Вуканович 59′ | (отчёт) | 82′ (авт.) Бен-Набуан |

| АПОЭЛ | 0:0     | Аякс |
| ----- | ------- | ---- |
|       | (отчёт) |      |

| Аякс                     | 2:0     | АПОЭЛ |
| ------------------------ | ------- | ----- |
| Альварес 43′ · Тадич 80′ | (отчёт) |       |

#### Путь представителей лиг
| ЛАСК | 0:1     | Брюгге             |
| ---- | ------- | ------------------ |
|      | (отчёт) | 10′ (пен.) Ванакен |

| Брюгге                   | 2:1     | ЛАСК              |
| ------------------------ | ------- | ----------------- |
| Ванакен 70′ · Деннис 89′ | (отчёт) | 74′ (пен.) Клаусс |

| Олимпиакос                                       | 4:0     | Краснодар |
| ------------------------------------------------ | ------- | --------- |
| Герреро 30′ · Ранджелович 78′, 85′ · Поденсе 89′ | (отчёт) |           |

| Краснодар | 1:2     | Олимпиакос         |
| --------- | ------- | ------------------ |
| Уткин 10′ | (отчёт) | 11′, 48′ Эль-Араби |

## Комментарии
1. ↑  Нымме Калью сыграет домашний матч на стадионе «Кадриорг», Таллин вместо своего основного стадиона «Хийу», Таллин который не соответствует требованиям УЕФА.
2. ↑  Шкендия сыграет домашний матч на Национальной арене Тоше Проески, Скопье, вместо своего основного стадиона «Эколог Арена[англ.]», Тетово, закрытого на реконструкцию.
3. 1 2 3  Карабах сыграет домашний матч на стадионе «Далга Арена», Баку, вместо своего основного стадиона «Азерсун Арена[англ.]», Баку.
4. 1 2  Сабуртало сыграет домашний матч на «стадионе имени Михаила Месхи», Тбилиси, вместо своего основного стадиона Бандела, Тбилиси который не соответствует требованиям УЕФА.
5. ↑  Ф91 Дюделанж сыграет домашний матч на стадионе «Жози Бартель», Люксембург, вместо своего основного стадиона «Йос Носбаум», Дюделанж.
6. ↑  Ферроникели сыграет домашний матч на стадионе «Фадиль Вокри», Приштина вместо своего основного стадиона Рексхеп Рексрепи[англ.], Дренас, который не соответствует требованиям УЕФА.
7. ↑  Маккаби (Тель-Авив) сыграет домашний матч на стадионе «Стадион Нетания[англ.]», Нетания, вместо своего основного стадиона «Блумфилд», Тель-Авив, закрытого на реконструкцию.
8. ↑  Нымме Калью сыграет домашний матч на стадионе «А. Ле Кок Арена», Таллин вместо своего основного стадиона «Хийу», Таллин который не соответствует требованиям УЕФА.